# Данкерк (Меріленд)
Данкерк (англ. Dunkirk) — переписна місцевість (CDP) в США, в окрузі Калверт штату Меріленд. Населення — 2431 особа (2020).

## Географія
Данкерк розташований за координатами 38°43′7″ пн. ш. 76°40′28″ зх. д. / 38.71861° пн. ш. 76.67444° зх. д. (38.718619, -76.674501).  За даними Бюро перепису населення США в 2010 році переписна місцевість мала площу 19,00 км², з яких 17,06 км² — суходіл та 1,94 км² — водойми.

## Демографія
Згідно з переписом 2010 року, у переписній місцевості мешкало 2520 осіб у 852 домогосподарствах у складі 724 родин. Густота населення становила 133 особи/км².  Було 871 помешкання (46/км²).
Расовий склад населення:
| - 88,6 % — білих - 5,9 % — чорних або афроамериканців - 1,8 % — азіатів - 0,2 % — корінних американців - 0,1 % — вихідців з тихоокеанських островів |

До двох чи більше рас належало 3,1 %. Частка іспаномовних становила 2,6 % від усіх жителів.
За віковим діапазоном населення розподілялося таким чином: 26,0 % — особи молодші 18 років, 60,6 % — особи у віці 18—64 років, 13,4 % — особи у віці 65 років та старші. Медіана віку мешканця становила 43,9 року. На 100 осіб жіночої статі у переписній місцевості припадало 101,9 чоловіків;  на 100 жінок у віці від 18 років та старших — 99,0 чоловіків також старших 18 років.